# 牧原若菜
牧原 若菜（まきはら わかな、8月14日 - ）は、日本の漫画家である。大分県出身。血液型はO型。小学館の漫画雑誌「ちゃお」「ちゃおDX」にて執筆中。
デビュー作は、『夢見なお年頃』。性的な要素の強いコメディーのほかホラー作品もある。

## 作品
- 夢見なお年頃（ちゃおDX 2002年冬号）
- はあと♥パニック（ちゃおDX 2003年春号）
- ぷるるん♥マジック（ちゃおDX 2003年初夏号）
- GO!GO!女神っ娘（ちゃおDX 2003年秋号）
- 金色のガッシュベル!!（原作：雷句誠、ちゃお 2004年3月号 - 2005年4月号）
- ときめき☆ぽよよんガール（ちゃお 2004年5月号）
- らぶらぶ♥モーモー（ちゃお 2004年DX初夏号）
- あー湯ぅはっぴい?（ちゃお 2004年9月号）
- ハッピー!アンラッキーガール（ちゃおDX 2005年初夏号）
- 鳥の棲む家（ちゃおDX 2005年夏号）
- ミニスカ★ちぇんじ（ちゃおDX 2005年冬号）
- 戦慄!おおぐち女（ちゃおDX 2006年春号）
- のほほん学園（ちゃお 2006年6月号）
- 呪魚（ちゃおDX 2006年初夏号）
- 呪いのたて笛（ちゃおホラーコミックス「学校であった怖い話」書きおろし）
- 怨霊ゲーム（ちゃおDX 2006年夏号）
- 招きこたつ（ちゃおDX 2007年春待ち号）
- せみの泣き声（ちゃおDX 2007年夏号）